# Denny Miller
Denny Miller (Bloomington, 25 de abril de 1934 - Las Vegas, 9 de septiembre de 2014) fue un actor estadounidense.

## Biografía
Miller fue una estrella de baloncesto de la UCLA, donde su padre era un instructor de educación física. En su último año, mientras trabajaba con una compañía de mudanzas para pagar la escuela, fue descubierto en Sunset Boulevard por un agente de Hollywood. Es conocido por interpretar a Tarzán en la película Tarzan, the Ape Man (en 1959). También contó entre los actores principales en las siguientes películas:
The Party (1968), con Peter Sellers,
Buck and the Preacher (1972),
The Norseman (1978),
Caboblanco (1980) con Charles Bronson.
Su última actuación fue en el western, "Hell to Pay" (2005).

## Televisión
Entre 1961 y 1964, Miller interpretó el papel de Duke Shannon en la serie de televisión Wagon Train.
También protagonizó la serie Mona McCluskey, en el papel de Mike McCluskey. Como actor invitado pasó por El fugitivo, Gilligan's Island, Mission: Impossible, Wonder Woman, Battlestar Galactica, The Rockford Files, The Incredible Hulk, The Misadventures of Sheriff Lobo, Dallas, Magnum, P. I., y muchas más.

## Filmografía
- 1958: Some Came Running
- 1959: Tarzan, the Ape Man
- 1961: Love in a Goldfish Bowl
- 1961: Fury River
- 1961: Wagon Train (serie de televisión).

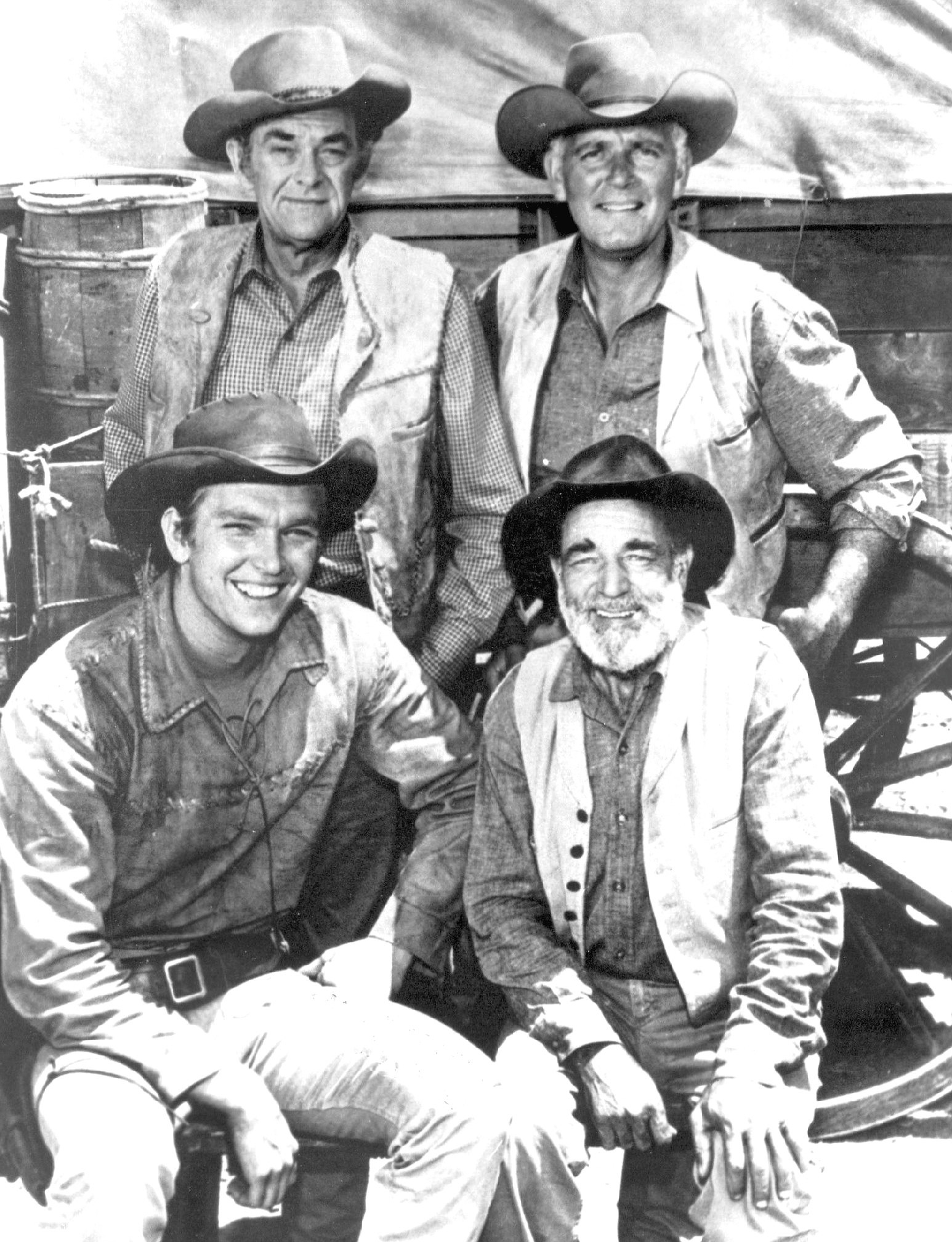
Foto de 1962 de la serie Wagon Train: John McIntire (como J. McIntyre) y Terry Wilson (1923 - 1999). Denny Miller (como Scott Miller) y Frank McGrath (1903 - 1967).

- 1965: Mona McCluskey (serie de televisión).
- 1968: Off to See the Wizard (película de televisión).
- 1968: The Party
- 1971: Vanished (película de televisión).
- 1972: Doomsday Machine
- 1972: Buck and the Preacher
- 1974: The Gravy Train
- 1974: The Island at the Top of the World
- 1977: Danger in Paradise (película de televisión).
- 1978: Dr. Scorpion (película de televisión).
- 1978: The Norseman
- 1980: Caboblanco
- 1981: Circle of Power
- 1984: More Than Murder (película de televisión).
- 1995: Lonesome Dove: The Series (serie de televisión).
- 1996: Dr. Quinn, Medicine Woman (serie de televisión).
- 2005: Hell to Pay

## Fallecimiento
En enero de 2014, a Miller se le diagnosticó esclerosis lateral amiotrófica (ELA). Falleció en Las Vegas el 9 de septiembre de 2014, a los 80 años de edad.